# Bokpyin
Bokepyin är en kommun i Myanmar.   Den ligger i regionen Taninthayiregionen, i den södra delen av landet, 1 000 km söder om huvudstaden Naypyidaw. Antalet invånare är 46 584.